# Sameraria cardiocarpa
Sameraria cardiocarpa är en korsblommig växtart som beskrevs av Ernst Rudolf von Trautvetter. Sameraria cardiocarpa ingår i släktet Sameraria och familjen korsblommiga växter. Inga underarter finns listade i Catalogue of Life.